# リトルリーガーズショルダー
リトルリーガーズショルダー（Little leaguers shoulder）は、少年野球の選手に多くみられる肩のスポーツ障害で、上腕骨の近位骨端成長軟骨板の炎症あるいは損傷である。
リトルリーガー肩、リトルリーグ肩、少年野球肩ともいう。

## 発生機序
上腕骨（上腕の骨）のように長い骨を長管骨と呼ぶ。ヒトの誕生直後は、長管骨の骨端（骨の両端）は軟骨でできており、成長とともに骨化が進む。したがって、成長期の子どもの上腕骨においては、骨端に骨化前の軟骨が存在する。
投球動作で腕を強く振ると、フォロースルーにおいて上腕骨近位（頭に近い側）の骨端成長軟骨板に強い力がかかり、炎症あるいは損傷が発生する。